# MVM Zrt.
A MVM Energetika Zártkörűen Működő Részvénytársaság, rövidített nevén MVM Zrt. és az általa irányított elismert vállalatcsoport (MVM Csoport) tevékenységi területe a magyar nemzetgazdaság egyik legfontosabb, stratégiai jelentőségű ágazata, a villamosenergia-ipar. 
Az MVM Csoport az áramszektor meghatározó, egyetlen nemzeti tulajdonban lévő szereplője, tevékenysége kiterjed a villamosenergia-termelés, az átvitel, rendszerirányítás és az áramkereskedelem területére. A cégcsoport felépítése megfelel az Európában, a versenypiaci körülmények között is bevált úgynevezett vertikálisan integrált társaságokénak. A cégcsoport versenyképes stratégiai holdingként a hazai villamosenergia-piac integráltan működő résztvevője, mely szerepet vállal a régió villamos energetikájában is.
A Coface CEE Top 500 rangsor szerint 2021-ben és 2022-ben Magyarország 2. és Közép- és Kelet-Európa 10., illetve 4. legnagyobb forgalmú vállalata. A legnyereségesebb hazai vállalatok listáján 2010-ben a hetedik volt az MVM Zrt. – ezzel 6 helyet lépett előre az előző évhez képest. Míg a cég 2008-ban még csak 39 milliárd 657 millió forint adózott eredményt ért el, addig 2009-ben 60 milliárd 811 millió forintra nőtt az adózott eredménye.

## Cégnévváltozás 2021-ben
A cég neve 2021. január 1-jétől MVM Energetika Zrt. (rövid neve: MVM Zrt.) 
A cégcsoporthoz tartozó vállalatok neve is változott:
A Magyar Földgázkereskedő Zrt. MVM CEEnergy Zrt. néven folytatja tovább. A Smart Future Lab Zrt. új hivatalos neve az MVM Smart Future Lab Zrt. Az MVMI Informatika Zrt. elnevezése MVM Informatika Zrt.-re változik. A Mátrai Erőmű Zrt. megújult névvel, MVM Mátra Energia Zrt.-ként folytatja működését. Az MVM GTER Zrt. MVM Balance Zrt.-re módosul, míg a Nemzeti Üzleti Szolgáltató Zrt. visszakapja az MVM Kontó Zrt. nevet. Nemzetközi piacokon is történik névváltás: a CYEB SRL új neve mostantól MVM Energy Trade Plus, az MVM International AG pedig MVM Switzerland AG néven folytatja tovább. 

## Története

### Az MVMT megalapítása
1963. szeptember 1-jétől – a francia villamos művek szervezetének mintájára – létrejött a Magyar Villamos Művek Tröszt, amely átvette az Erőmű Tröszt vállalatait, valamint a hat regionális elosztó vállalatot és az alaphálózatot üzemeltető társaságot is. Az MVMT feladata a teljes magyar villamosenergia-rendszer műszaki-gazdasági irányítása volt. A villamosenergia-törvény az ellátás biztonsága érdekében a termelési tervek, export-import mennyiségek tekintetében a végső döntést az illetékes miniszter hatáskörében tartotta.
A regionális elosztó vállalatoknál háromlépcsős üzemi szervezet kialakítására került sor. Ez a korábbi, még a szigetüzemi villamosenergia-ellátásból örökölt körzetszerelőségek helyett létrehozta a kirendeltség, üzemigazgatóság, ÁSZ-központ szervezeteket.

### Szervezeti átalakulás
Az MVMT 1991 végéig működött trösztformában, 1992-ben részvénytársaságok kétszintű rendszerévé alakult át: felső szintjét a tulajdonosi és az irányítói szerepet is betöltő MVM Rt., a második szintet pedig az önálló erőművi, és az áramszolgáltató társaságok, valamint a hálózatfejlesztéseket végző OVIT jelentette. A társaságok együttműködését Alapszerződés rögzítette, a kereskedelmi kapcsolatok belső árrendszeren alapultak, miközben a végfelhasználói árakat az államigazgatás szabályozta. A rendszerváltozás a villamos energia igények jelentős csökkenésével is együtt járt, importunk a töredékére esett vissza.

### Privatizáció
A tulajdonosi struktúrában, a társaságok közötti kereskedelmi kapcsolatokban lényeges változást eredményezett az 1995 végén végrehajtott privatizáció. Ehhez a villamos energia törvényhez kapcsolódó jogszabályok, közöttük az ármegállapítás szabályait rögzítő kormányrendelet, a rendszer új típusú műszaki együttműködését szabályozó Üzemi Szabályzat, és az egyes társaságok üzletszabályzatai mellett szükség volt a hosszú távú kapacitás lekötési (HTM) és villamosenergia-vásárlási megállapodások megkötésére is, melyek, a befektetők üzleti kockázatainak minimalizálását célozták. Az első, Magyar Energia Hivatal által végzett költség felülvizsgálaton alapuló ármegállapításra 1997. január 1-jével került sor. A meghirdetett árak az azonos alapelvek ellenére a várható jövedelmezőség tekintetében megkülönböztették a magán- és állami tulajdonú társaságokat az utóbbiak hátrányára. A privatizáció érintette a társaságok működését, átszervezésük anyavállalati mintára, a kiszolgáló tevékenységek kiszervezésével történt. Az iparág 1995-ös, bányák integrációját követő 43 083 fős létszáma 2005-re 20 723-ra csökkent.

### Átvitel és rendszerirányítás integrációja
Az átviteli rendszer és a tőle független rendszerirányítás kedvezőtlen működési tapasztalatai sürgették a két, engedélyesi tevékenységet ellátó szervezet integrációját. Erre 2006. január 1-jével került sor, az MVM Rt. által ellátott átviteli tevékenység, valamint az ahhoz kapcsolódó OVIT Rt. által ellátott átviteli hálózat üzemeltetői tevékenység MAVIR Rt. általi átvételével. A közüzemi nagykereskedelmi tevékenység transzparenciájának biztosítására 2006. augusztus 1-jén az összes kapcsolódó kereskedelmi szerződés módosításával az MVM Trade Rt. is megkezdte érdemi működését.

### Elismert vállalatcsoport
A 2006. július 1-jén hatályba lépett Gtv. bevezeti a magyar jogrendben korábban ismeretlen „elismert vállalatcsoport” fogalmát. E jogi keretek alapján 2007. június 1-jén az állami tulajdonban maradt MVM Zrt. és leányvállalatai a hatékonyabb holdingszerű működést biztosító, a csoport optimumot elérő, az üzleti értéket növelő stratégiai célokat is szolgáló elismert vállalatcsoporttá alakultak. Az MVM csoport jelen működésével a tőzsdei társaságokkal szemben elvárt követelmények elérését és megtartását tekinti legfőbb feladatának."

## Cégadatok
MVM Energetika Zártkörűen Működő Részvénytársaság
Cím: 1031 Budapest, Szentendrei út 207-209.
Cégjegyzékszám: 01 10 041828
Telefon: (06-1) 304-2000
Fax: (06-1) 202-1246
E-mail: mvm@mvm.hu

## Tevékenységi köre
Az MVM Csoport 2007. június 1-jétől ún. elismert vállalatcsoportként működik. Az anyavállalat MVM Zrt. egységes, hatékony irányítási eszközrendszer birtokában koordinálja a cégcsoport szinte valamennyi leányvállalatának üzleti tevékenységét. A magyarországi átviteli rendszerirányító társaság (TSO), a Mavir Zrt. bár tulajdonilag a cégcsoport tagja, speciális helyzeténél fogva nem része az Elismert Vállalatcsoportnak.
Az MVM alapvető tevékenysége a villamosenergia szállítói, nagykereskedői feladatainak ellátása. Ebbe a tevékenységi körbe tartozik az energia importja és exportja is. Az MVM Zrt. a villamosáramot megvásárolja az erőművektől, illetve az importforrásoktól és értékesíti a területi áramszolgáltatóknak. Tevékenysége során feladata az erőművek és az alaphálózat legkisebb költséggel történő, optimális kihasználásának biztosítása.

### Villamosenergia-kereskedő
Az MVM Csoport Magyarország meghatározó villamosenergia-nagykereskedője (MVM Trade Villamosenergia Kereskedelmi Zrt.), valamint számottevő részesedéssel rendelkezik a közvetlen fogyasztói értékesítés piacán is (MVM Partner Energiakereskedelmi Zrt., MVM Adwest GmbH.). Nemzetközi kapcsolatainak és szakmai felkészültségének kihasználásával elősegíti a régióban az egyes villamosenergia-piacok integrálódását, kiemelten kezelve a hazai érdekeket.

### Villamosenergia-termelő
Termelőként az MVM Csoport a Paksi Atomerőmű révén meghatározó szerepet tölt be a magyar piacon. A termelői portfolió bővítése során a kereskedelmi szempontok prioritása érvényesül a rendszerszabályozás és az ellátásbiztonság érdekeinek messzemenő érvényesítése mellett. Az MVM Csoport aktív szereplő a regionális távhőpiacon is, ahol korszerű technológiák megvalósításával szolgálja az adott régió kedvező árú és környezetkímélő távhőellátását Tatabányán, Miskolcon és Észak-Budán.

### Átviteli rendszerirányító
Az átviteli hálózatot is tulajdonló Mavir Zrt. az MVM Csoport leányvállalataként, az EU irányelveinek megfelelő tevékenység-szétválasztási szabályok érvényesülését biztosító ITO modell szerint működik, melynek jogi kereteit a magyar Országgyűlés a 2009 végén meghozott törvénymódosításban rögzítette. A cégcsoport integrált felépítése speciális kettős helyzetet teremt a rendszerirányító számára, mert a működési modell egyrészt biztosítja tevékenységének függetlenségét, másfelől a csoporthoz tartozás lehetővé teszi az integrált működésből fakadó előnyök kihasználást.
Az átviteli rendszerirányító társaság feladata a nagyfeszültségű átviteli hálózat irányítása, üzemeltetése, korszerűsítése, illetve szükséges mértékű bővítése is, a tevékenység során elsődleges szempont, hogy a piaci szereplők egyenlő feltételekkel férjenek hozzá az átviteli hálózathoz. Az MVM Csoport további tagjainak munkája teszi teljessé az átviteli tevékenységet, amelynek keretében ellátják a hálózati beruházások létesítését (OVIT ZRt.), illetve a létesítések mérnökszolgálatát (MVM ERBE ENERGETIKA Mérnökiroda Zrt.). 2010. július 1-jétől a HUPX magyar áramtőzsde üzemeltetője.

## Vezérigazgatók
Schiller János (1963-1988)
Hatvani György (1988-1990)
Halzl József (1990-1994)
Lengyel Gyula (1994-1996)
Bakács István (1998-2000)
Katona Kálmán (2000-2002)
Pál László (2002-2005)
Kocsis István (2005–2008)
Mártha Imre (2008–2010)
Baji Csaba (2010–2015)
Horváth Péter János (2013-2015)
Bally Attila (2015-2015)
Csiba Péter (2015–2017)
Zsuga János (2017–2018)
Kóbor György (2018–2021)
Czepek Gábor (2021–2022)
Fazekas László (2022–2023)
Mátrai Károly (2023-tól)